# Guerra contra el narcotráfico en Filipinas
La guerra contra el narcotráfico en Filipinas hace referencia a la política de drogas del gobierno filipino bajo la presidencia de Rodrigo Duterte, quien asumió el cargo el 30 de junio de 2016. Según el exjefe de la Policía Nacional de Filipinas, Ronald dela Rosa, la política está dirigida a la "neutralización de personalidades ilegales de drogas a nivel nacional". Duterte ha instado a los miembros del público a matar a presuntos delincuentes y drogadictos. La investigación realizada por organizaciones de medios y grupos de derechos humanos ha demostrado que la policía ejecuta de manera rutinaria a sospechosos de drogas desarmados y luego planta armas y drogas como evidencia. Las autoridades filipinas han negado las faltas de conducta de la policía.

## Antecedentes

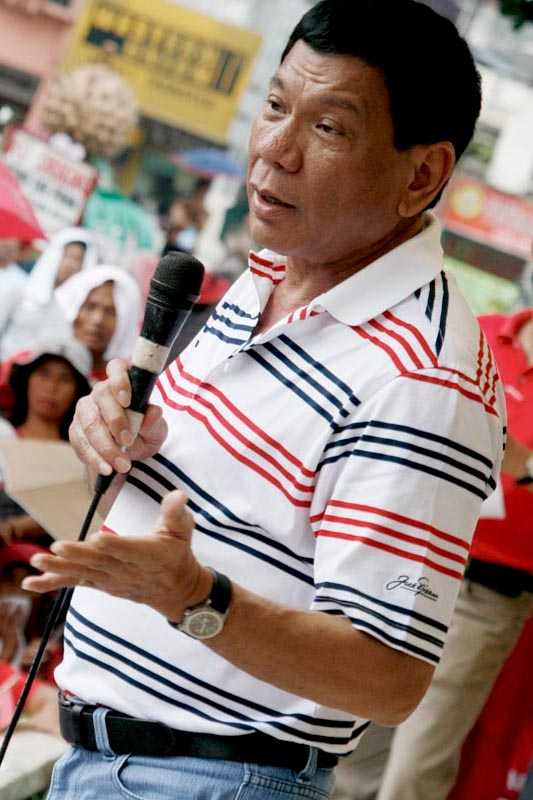
Duterte habla ante manifestantes en Dávao el 11 de febrero de 2009

Rodrigo Duterte ganó las elecciones presidenciales filipinas de 2016 con la promesa de matar a decenas de miles de delincuentes e instó a las personas a matar a los drogadictos. Como alcalde de la ciudad de Dávao, Duterte fue criticado por grupos como Human Rights Watch por los asesinatos extrajudiciales de cientos de niños de la calle, delincuentes menores y usuarios de drogas llevados a cabo por el Escuadrón de la Muerte de Dávao, un grupo de vigilantes en el que presuntamente estuvo involucrado. Duterte ha confirmado y negado alternativamente su participación en los presuntos asesinatos del Escuadrón de la muerte de Dávao. Duterte se ha beneficiado de los informes en los medios nacionales de que convirtió a Dávao en una de las ciudades más seguras del mundo, que cita como justificación de su política de drogas, aunque los datos de la policía nacional muestran que la ciudad tiene la tasa de homicidios más alta y la segunda tasa de violaciones más alta en Filipinas.
Funcionarios antinarcóticos filipinos han admitido que Duterte usa datos erróneos y exagerados para respaldar su afirmación de que Filipinas se está convirtiendo en un "narcoestado". Filipinas tiene una baja tasa de prevalencia de usuarios de drogas en comparación con el promedio mundial, según la Oficina de las Naciones Unidas contra la Droga y el Delito (UNODC). Duterte dijo en su discurso sobre el estado de la nación que los datos de la Agencia de Control de Drogas de Filipinas muestran que había 3 millones de adictos a las drogas hace 2 a 3 años, que dijo que podrían haber aumentado a 3.7 millones. Sin embargo, de acuerdo con la Junta Filipina de Drogas Peligrosas, el organismo de formulación de políticas de drogas del gobierno, 1,8 millones de filipinos consumieron drogas ilegales (principalmente cannabis) en 2015, según la última encuesta oficial; un tercio de ellos había usado drogas ilegales solo una vez en los últimos 13 meses.

## Críticas

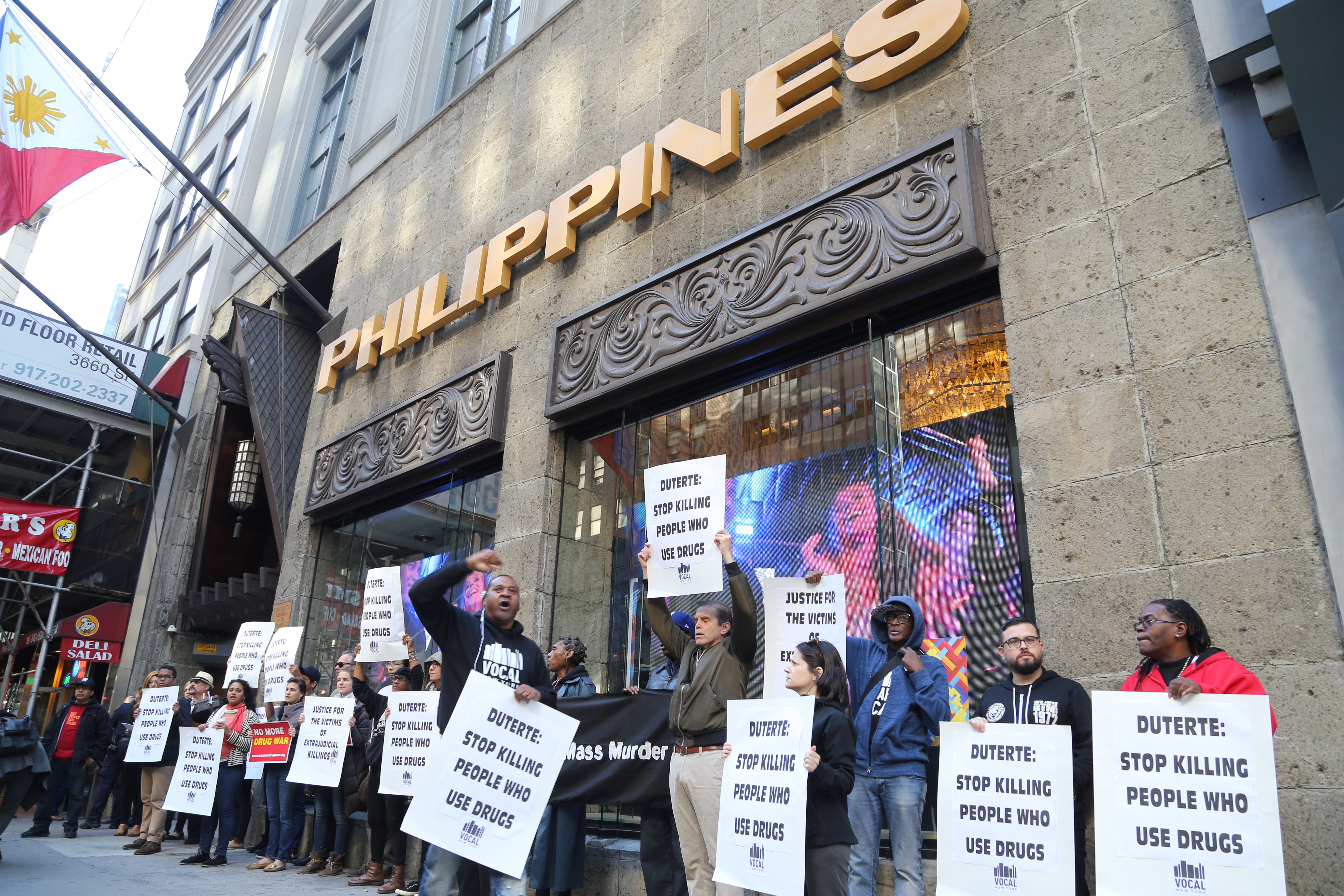
Protesta contra la política antidrogas filipina frente al Consulado General de Filipinas en la Ciudad de Nueva York. Los manifestantes sostienen pancartas que instan a Duterte a que deje de matar a drogadictos.

La política ha sido ampliamente condenada local e internacionalmente por el número de muertes resultantes de las operaciones policiales y las denuncias de ejecuciones extrajudiciales sistemáticas. La política es apoyada por la mayoría de la población local, así como por líderes o representantes de ciertos países como China, Japón y los Estados Unidos.
Las estimaciones del número de muertos varían. Oficialmente, 5.104 sospechosos de drogas fueron asesinados a partir de enero de 2019. Las organizaciones de noticias y los grupos de derechos humanos afirman que la cifra de muertos es de más de 12,000. Las víctimas incluyeron 54 niños en el primer año. Los senadores de la oposición afirmaron en 2018 que más de 20,000 han sido asesinados.
En febrero de 2018, la Corte Penal Internacional en La Haya anunció un "examen preliminar" de asesinatos relacionados con la Guerra de las Drogas de Filipinas desde al menos el 1 de julio de 2016.